# Antonios Antoniadis
Antonios Antoniadis (Aken, 2 mei 1985) is een Belgisch politicus voor de Sozialistische Partei (SP).

## Levensloop
Antoniadis werd geboren in de Duitse stad Aken en leefde van 1987 tot 1997 in Griekenland. Vervolgens verhuisde hij naar het Belgische Eupen. Hij studeerde van 2004 tot 2006 rechten in het Duitse Trier en van 2007 tot 2010 taalkunde en communicatiewetenschappen, alsook bedrijfspedagogiek en leerpsychologie aan de RWTH in Aken. Na zijn afstuderen werkte hij van 2010 tot 2014 als raadgever voor ontwikkelingssamenwerking, communicatie, kwaliteitsmanagement en administratieve vereenvoudiging op het kabinet van de toenmalige minister-president van de Duitstalige gemeenschap, Karl-Heinz Lambertz.
In september 2011 volgde hij Edmund Stoffels op als partijvoorzitter van de SP, in december 2015 werd hij in deze functie opgevolgd door Matthias Zimmermann. Vanaf de lokale verkiezingen van  oktober 2012 zetelde hij tevens als gemeenteraadslid van Eupen, een functie waaruit hij in augustus 2014 ontslag nam.
In mei 2014 was hij lijsttrekker voor de SP op hun Europese lijst bij de Europese Parlementsverkiezingen 2014 in België. Na de Duitstalige Gemeenschapsverkiezingen dezelfde maand kwamen de regionalistische ProDG, de liberale PFF en SP samen tot een bestuursakkoord, en werd de regering-Paasch I gevormd waarin Antoniadis namens de SP minister van Gezin, Gezondheid en Sociale Aangelegenheden werd.
Bij de verkiezingen van 26 mei 2019 werd Antoniadis verkozen in het Parlement van de Duitstalige Gemeenschap. Na deze verkiezingen besloten SP, ProDG en PFF verder te besturen en werd de regering-Paasch II gevormd. In deze regering werd hij viceminister-president en opnieuw minister van Sociale Aangelegenheden en Gezondheid. Ook kreeg hij de bevoegdheden Huisvesting en Ruimtelijke Ordening en werd hij viceminister-president. Hij bleef Duitstalig minister tot in juli 2024.
Na de verkiezingen van 9 juni 2024 belandde zijn partij in de oppositie. Antoniadis besloot daarop om zijn mandaat in het Parlement van de Duitstalige Gemeenschap niet op te nemen, zodat zijn partij vrij oppositie konden voeren.